# الرونه السفلى (إب)

تعديل مصدري - تعديل

الرونه السفلى محلة تابعة لقرية السهلة، التابعة لعزلة بلادشار بمديرية إب إحدى مديريات محافظة إب في الجمهورية اليمنية.، بلغ تعداد سكانها 42 حسب تعداد اليمن لعام 2004.